# چارگانه
چارگانه روستایی در  مرغاب از ولایت غور در کشور افغانستان است.